# Ashley Zelinskie

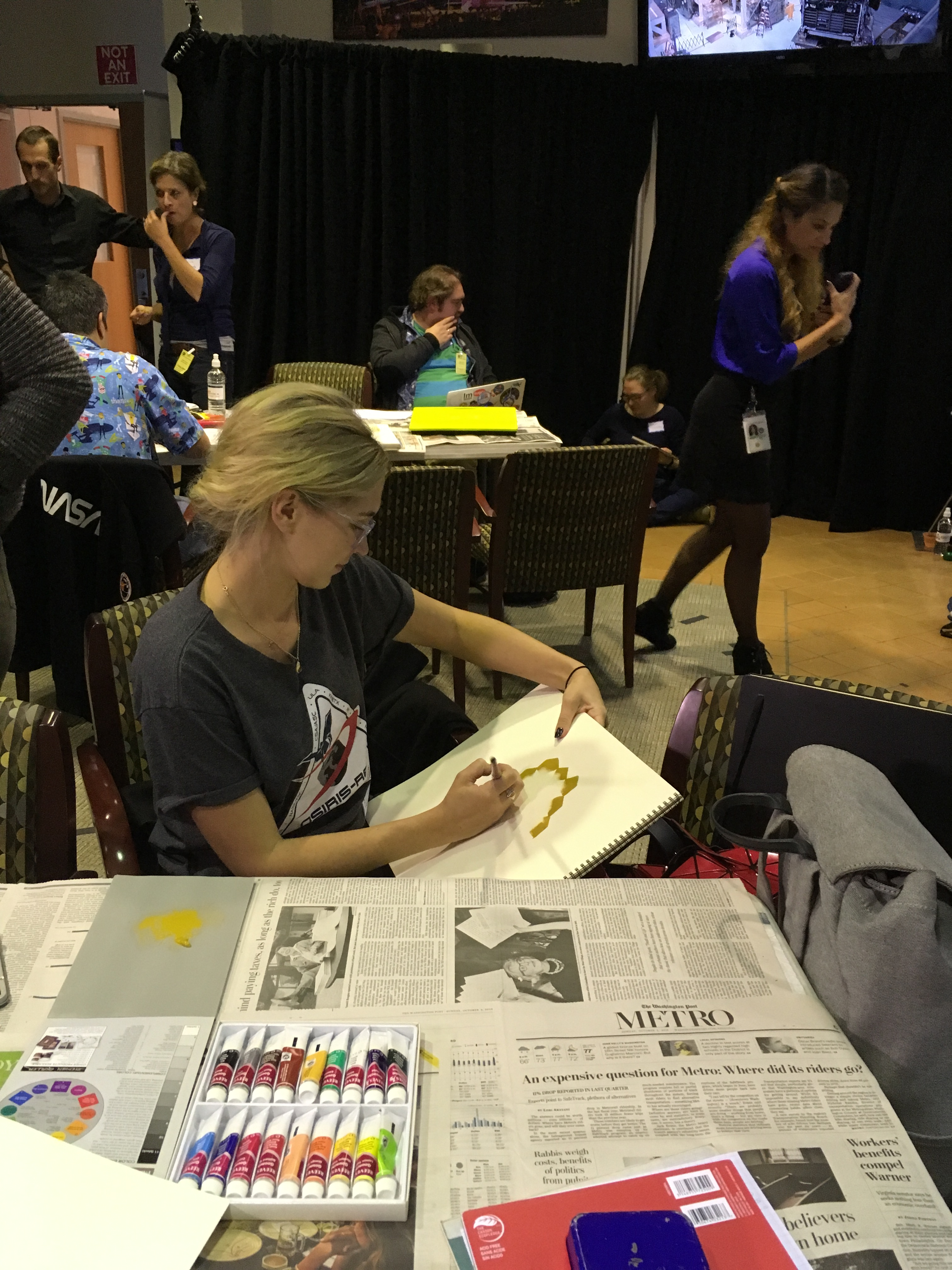
Ashley Zelinskie

Ashley Zelinskie (Bryn Mawr, 1986) is een kunstenaar uit de Verenigde Staten. Ze woont en werkt in New York.

## Biografie
Ashley Zelinskie is in 2010 afgestudeerd als glaskunstenaar aan de Rhode Island School of Design. Ashley werd geboren in Bryn Mawr Pennsylvania en groeide op in de buitenwijken van Philadelphia. Op de middelbare school ontdekte ze haar liefde voor kunst. Terwijl ze op zoek was naar nieuwe materialen om mee te werken, ontdekte ze glas. Ze ging naar RISD om conceptuele beeldende kunst te leren van kunstenaars die met glas werkten.
Na haar afstuderen richtte ze zich meer op het maken van conceptuele kunst
waarmee ze ons culturele erfgoed probeert te behouden voor de dag dat de robots het overnemen.
Ashley Zelinskie runt de Curbs and Stoops Active Space, waaronder Studios en Gallery Space in Bushwick, NYC.

## Werkwijze
Ashley Zelinskie is een conceptueel kunstenaar die met name werkt vanuit Brooklyn, NYC. Ze maakt kunst voor de toekomst, wanneer er geen mensen meer zijn. Ze hanteert een zogenaamd post-nieuwe mediabenadering, waarbij de gebruikte media slechts voertuigen zijn die in dienst staan van onderliggende concepten. Haar werken omvatten een verscheidenheid aan media, van grootschalige en kleinschalige sculpturen tot canvas en drukwerk, elk gemaakt met behulp van geavanceerde technologie, zoals 3D-printen, computergestuurd lasersnijden en satelliet plating technologie. Haar werk richt zich op het visualiseren van gegevens in abstracte vormen en het vinden van nieuwe en interessante manieren om complexe ideeën te beschrijven die door iedereen te 'lezen' of te vertalen zijn — mens, alien of robot.

## Collecties en samenwerkingen
Zelinskies werk maakt deel uit van de permanente collectie van het US Department of State Art in Embassies Program, is tentoongesteld in Sotheby's New York en recentelijk in het ArtScience Museum in Singapore. Ashley is een voormalige bewoner van New Inc. - de New Museum's Art and Technology Incubator - en de Shapeways x Museum of Art and design "Out of Hand" tentoonstellingsresidentie. Ze werkt momenteel samen met NASA, Yerkes Observatory en het Smithsonian. In Nederland wordt ze vertegenwoordigd door Torch Gallery in Amsterdam.

## Kunst voor de toekomst
Zelinskies werk is niet voor ons bedoeld. Het is voor de toekomst. En robots. Dat wil zeggen, elk van haar kunstwerken gaat ervan uit dat computers langer meegaan dan hun makers, dat technologie de mensheid zal verdringen en dat ambachten dit voorbeeld moeten volgen. Haar kunst is voor de singulariteit. 
"Als de aarde moet worden overgedragen aan machines, moeten we ze niet alleen voorbereiden om nauwkeurig en efficiënt te zijn, maar ook beschaafd. Robots hebben magie nodig."
Zelinskie stelt zichzelf de vraag: hoe kunnen we deze geschiedenis en dialoog voldoende communiceren met onbekende, onvoorstelbare en niet-gespecificeerde vervangers? Haar werk is een poging om die vraag te beantwoorden en in feite om dat proces op gang te brengen - het proces van het vertalen van onze uitgebreide artistieke en sociale geschiedenis, in vertrouwde taal en geschikte media, naar machines. Met behulp van eenvoudige code, recursieve structuren, overbodige patronen en opkomende media in nieuwe combinaties, transcribeert dit werk de mensheid - voor een toekomst zonder.